# Abdallah Sima
Abdallah Dipo Sima (* 17. června 2001 Dakar) je senegalský profesionální fotbalista, který hraje na pozici útočníka či křídelníka za francouzský klub Stade Brestois, kde je na hostování z anglického Brightonu, a za senegalský národní tým.

## Klubová kariéra

### Táborsko
Abdallah Sima přišel z akademie francouzského Evianu do tehdy třetiligového fotbalového týmu FC MAS Táborsko v únoru 2020. V klubu nestačil odehrát ani jeden mistrovský zápas. Před prvním utkáním klub nestihl vyřídit jeho registraci a v březnu byla soutěž přerušena a následně předčasně ukončena kvůli pandemii covidu-19.

### Slavia Praha
V letní přípravě 2020 na sebe upozornil dobrými výkony a v červenci přestoupil do týmu SK Slavia Praha. Ve Slavii se s ním zpočátku počítalo do rezervního týmu, za který nastupoval do října. Poté kvůli zraněním a nákaze covidu-19 mezi hráči áčka, dostal příležitost v prvním týmu a byl také dopsán na soupisku pro Evropskou ligu. Brzy na to se prosadil do základní sestavy a začal se střelecky prosazovat nejen v české lize, ale i v Evropské lize, kde pomohl Slavii k postupu do jarní vyřazovací fáze. Po domácím zápase s Hapoel Beer Ševa se dostal do sestavy kola Evropské ligy. V prosinci se po dobrém výkonu v derby proti Spartě, kdy vstřelil dva góly, stal nejvyhledávanějším fotbalistou na webu Transfermarkt. Ve své první sezóně za Slavii vstřelil 11 ligových gólů, 4x se trefil v Evropské lize a jednou brankou v domácím poháru rozhodl finále proti Viktorii Plzeň.

### Brighton & Hove Albion
Abdallah Sima přestoupil v létě 2021 z pražské Slavie do Brightonu a v novém působišti podepsal smlouvu do roku 2025.

#### Stoke City (hostování)
Obratem po přestupu do Brightonu odešel Sima na roční hostování do druholigového Stoke City. V klubu se však i kvůli sérii zranění neprosadil. Dohromady odehrál pouze 123 minut na začátku sezóny, střelecky se neprosadil.

#### Angers (hostování)
Sima v létě 2022 odešel na roční hostování do francouzského Angers. V klubu debutoval 28. srpna, když nastoupil na závěr utkání proti Troyes. V průběhu podzimní části sezóny se Sima stal stabilním členem základní sestavy, nicméně Angers se propadlo až na poslední místo francouzské Ligue 1. Sima se dočkal první trefy za Angers 1. ledna 2023, když se prosadil v utkání proti Lorientu (prohra 1:2). O měsíc později se opět Sima ve francouzské nejvyšší soutěži prosadil, ale ani tentokrát to Angers na body nestačilo, doma podlehlo Ajacciu 1:2. 8. února se Sima prosadil i ve francouzském poháru v utkání proti Nantes, Angers však v osmifinále prohrálo po penaltovém rozstřelu. Sima se stal se šesti brankami nejlepším střelcem týmu, který však jasně sestoupil z Ligue 1 z posledního místa.

#### Rangers (hostování)
Na konci června 2023 odešel Sima na další roční hostování, tentokráte zamířil do skotského Rangers FC.

## Reprezentační kariéra
V březnu roku 2021 debutoval v Senegalské reprezentaci proti Kongu v zápase kvalifikace na Africký pohár.